# Axel Halle
Axel Halle (* 27. März 1955 in Detmold) ist ein deutscher Bibliothekar. Von 2001 bis 2020 war er Leitender Bibliotheksdirektor der Universitätsbibliothek Kassel (Landesbibliothek und Murhardsche Bibliothek der Stadt Kassel).

## Leben und Wirken
Axel Halle studierte Verwaltungswissenschaft und Politikwissenschaft an der Universität Konstanz und legte die Diplomprüfung 1981 ab. Von 1981 bis 1983 war er dann Mitarbeiter im dortigen Fachbereich Politik- und Verwaltungswissenschaft. 1983 wechselte Halle als Stipendiat an das Europäische Hochschulinstitut in Florenz und wurde dort 1986 zum Dr. rer. pol. promoviert. Im Jahre 1985 trat er als Bibliotheksreferendar an der Württembergischen Landesbibliothek Stuttgart in die Ausbildung für den höheren Bibliotheksdienst ein und absolvierte die Fachprüfung hierfür 1987 an der Fachhochschule für Bibliotheks- und Dokumentationswesen in Köln. Anschließend arbeitete er von 1987 bis 1988 beim WDR in Köln. Von 1988 bis 1992 war Halle dann als wissenschaftlicher Bibliothekar an der Lippischen Landesbibliothek Detmold tätig und wechselte danach an die Staats- und Universitätsbibliothek Göttingen, wo er 1993 zum Bibliotheksdirektor ernannt wurde. 2001 wurde er Leitender Bibliotheksdirektor der Universitätsbibliothek Kassel und hatte dieses Amt bis zu seinem Eintritt in den Ruhestand am 15. Dezember 2020 inne.
Während der Amtszeit von Axel Halle in Kassel ging es u. a. um die Sanierung der Bibliothek und die Schaffung eines modernen einschichtigen Bibliotheks- und Informationszentrum.

## Schriften
- Politik im Netzwerk. Parteien, Parlament und Verbände in Österreich. Wisslit-Verlag, Konstanz 1987 (Dissertation Europäisches Hochschulinstitut Florenz).
- Die Umstellung von konventioneller auf automatisierte Ausleihverbuchung in einer Magazinbibliothek. Das Beispiel der Einführung des Ausleihverbuchungssystems OLAF-I an der Württembergischen Landesbibliothek Stuttgart. Fachhochschule für Bibliotheks- und Dokumentationswesen, Köln 1987.
- Die Lippische Landesbibliothek als Informationszentrum. In: Heimatland Lippe, Bd. 85 (1992), S. 24–30.
- Die Lippische Landesbibliothek als neue Verbundbibliothek in Nordrhein-Westfalen. Ein Praxisbericht. In: Mitteilungen / Verband der Bibliotheken des Landes Nordrhein-Westfalen, N.F., Bd. 43 (1993), S. 37–44.
- Von der Entschlackung zur schlanken Bibliothek. In: Bibliotheksdienst, Bd. 30 (1996), S. 1887–1906.
- Die schlanke Bibliothek. Möglichkeiten und Grenzen. In: Sabine Wefers (Hrsg.): Von Gutenberg zum Internet (= Zeitschrift für Bibliothekswesen und Bibliographie, Sonderhefte, Bd. 68). Klostermann, Frankfurt/M. 1997, S. 128–137, ISBN 3-465-02961-5.
- Die Organisation des Wandels zur digitalen Bibliothek. In: Margit Rützel-Banz (Hrsg.): Grenzenlos in die Zukunft (= Zeitschrift für Bibliothekswesen und Bibliographie, Sonderhefte, Bd. 77). Klostermann, Frankfurt/M. 2000, S. 317–325, ISBN 3-465-03062-1.
- (Hrsg.): Johann David Köhler / Hochverdiente und aus bewährten Urkunden wohlbeglaubte Ehren-Rettung Johann Gutenbergs, eingebohrnen Bürgers in Mayntz. Reprint. Saur, München 2000, ISBN 3-598-11443-5.
- Wissenschaftliche Publikationskultur und Hochschulverlage. In: Zeitschrift für Bibliothekswesen und Bibliographie, Bd. 50 (2003), S. 243–250.
- (Hrsg.): Die Brüder Murhard. Leben für Menschenrechte und Bürgerfreiheit. Katalog zur Ausstellung im Stadtmuseum Kassel in Zusammenarbeit mit der Universitätsbibliothek Kassel 30. November 2003 bis 18. April 2004. Kassel University Press, Kassel 2003, ISBN 3-89958-037-0.
- Universitätsverlage. Eine vergleichende Perspektive. In: Zeitschrift für Bibliothekswesen und Bibliographie, Bd. 51 (2004), S. 277–283.
- Chancen und Risiken der Bibliotheken im Informationszeitalter. Von Knowbody zu Nobody? In: Erland Kolding Nielsen (Hrsg.): Die innovative Bibliothek. Elmar Mittler zum 65. Geburtstag. Saur, München 2005, S. 29–39, ISBN 3-598-11731-0.
- (Hrsg.): Lautenbuch der Elisabeth von Hessen.  Facsimile 4o Ms. Mus. 108.1, Universitätsbibliothek Kassel. Bärenreiter-Verlag, Kassel 2005, ISBN 978-3-7618-1778-0.
- Universitätsverlage. Stand und Entwicklungsperspektiven. In: Bibliotheksdienst, Bd. 40 (2006), S. 809–817.
- Bibliothek und Archiv als Grundlage der Forschung. Franz Maria Feldhaus und seine Sammlung. In: Wolfgang König (Hrsg.): Die technikhistorische Forschung in Deutschland von 1800 bis zur Gegenwart. Kassel University Press, Kassel 2007, S. 117–136, ISBN 3-89958-318-3.
- (Hrsg., mit Ursula Braasch-Schwersmann): Wigand Gerstenberg von Frankenberg 1457–1522. Die Bilder aus seinen Chroniken Thüringen und Hessen – Stadt Frankenberg (= Untersuchungen und Materialien zur Verfassungs- und Landesgeschichte, Bd. 23). Hessisches Landesamt für Geschichtliche Landeskunde, Marburg 2007, ISBN 3-921254-86-8.
- Provinzialisierung eines Weltkulturerbes. Die Grimmschen Kinder- und Hausmärchen in den lokalen Niederungen. In: Axel Halle u. a. (Hrsg.): Das historische Erbe in der Region. Festschrift für Detlev Hellfaier. Aisthesis-Verlag, Bielefeld 2013, S. 163–174, ISBN 978-3-89528-880-7.
- Recherche nach NS-Raubgut im Landesbibliotheksbestand der Universitätsbibliothek Kassel. In: Ira Kasperowski (Hrsg.): NS-Raubgut in hessischen Bibliotheken (= Berichte und Arbeiten aus der Universitätsbibliothek und dem Universitätsarchiv Gießen, Bd. 62). Gießen 2014, S. 121–131, ISBN 978-3-944682-02-0.
- Herausforderungen einer Modernisierung im laufenden Betrieb. Die Campusbibliothek der Universität Kassel. In: ABI-Technik, Bd. 38 (2018), S. 46–54.